# 이언강
이언강(李彦綱, 1648년 ~ 1716년)은 조선 후기의 문신이다. 본관은 전주로, 자는 계심(季心)이다. 조선 숙종 때 노론의 핵심인물로, 민진후, 민진원과 가까웠다. 김창집, 이이명, 이건명, 조태채와도 가까운 사이였다.

## 생애
숙종 때인 1680년에 문과에 급제하여 정언이 되었고 1681년에 암행어사로 있다가 지평이 되고 다시 정언이 된다. 그러다가 바로 부수찬으로 임명되었으며 정언, 수찬, 장령 등을 두루 거쳐 1682년에 부교리가 되었다. 연이어서 장령을 하다가 수찬을 거쳐 1683년에는 승지가 되었다. 이후 1685년에 우부승지로 임명되었으며 1686년에는 우승지로 승차했다. 이후 1687년에 충청도관찰사로 나가서 민정을 다스리다가 공홍도관찰사를 거쳐 1688년에 도승지가 되었지만 1689년, 기사환국 때 쫓겨나서 1694년, 갑술환국으로 다시 도승지로 복귀했다. 이후 병조참판을 거쳐 바로 1695년에는 예조참판으로 승진했고 곧 경기도관찰사를 거쳐 1697년에는 한성부판윤, 형조판서, 지의금부사 등을 두루 거쳤다. 이후 계속해서 한성부판윤과 형조판서를 하다가 우참찬이 되었고 연이어서 숙종의 총애로 선공감도제조에 임명되었다. 이후 한성부판윤, 우참찬, 형조판서를 거쳐 1700년에는 형조판서로 제조를 겸했다. 1701년에는 예조판서가 되었는데 장희빈의 사사를 주청했고 이후 한성부판윤, 형조판서, 공조판서를 했지만 장희재의 사건에 연루되면서 귀양을 가게 된다. 하지만 1706년에 서용되었고 이후 1707년에 지중추부사를 거쳐 한성부판윤에 재임명되고 곧 경기도관찰사로 외직에 나갔다가 다시 한성부판윤을 거쳐 지의금부사가 되고 1710년에 다시 형조판서가 되었다. 이후 1711년에 한성부판윤을 하다가 좌참찬이 되고 공조판서와 형조판서를 하면서 약방제조를 겸했다. 이후 한성부판윤과 형조판서를 하다가 좌참찬이 되었는데 독권관을 겸했다. 인품이 뛰어났다.